# Augustus Addison Gould
Augustus Addison Gould   (New Ipswich, 23 d'abril de 1805 - Boston, 15 de setembre de 1866) va ser un conquiliòleg i malacòleg nord-americà.

## Biografia
Nascut a New Ipswich, New Hampshire, era fill del professor de música Nathaniel Duren Gould (1781–1864), que també es va destacar per la seva calma.

### Metge
Es va graduar del Harvard College el 1825 i va obtenir el títol de doctor en medicina el 1830. "Establint-se a Boston, es va dedicar a la pràctica de la medicina i finalment va assolir un alt rang professional i una posició social. Va esdevenir president de la Massachusetts Medical Society i va treballar per editar les estadístiques vitals de l'estat." El 1848 fou escollit membre de la Societat Filosòfica Americana. El 1855 va pronunciar el discurs anual a la Massachusetts Medical Society, titulat "Cercar els secrets de la natura". En fou president des del 1864 fins a la seva mort. El 1856 va ser nomenat metge visitant de l'Hospital General de Massachusetts.

### Naturalista
"Com a conquilioleg, la seva reputació era mundial, i va ser un dels pioners de la ciència a Amèrica. Els seus escrits omplen moltes pàgines de les publicacions de la Boston Society of Natural History (vegeu una llista el vol. Xi. Pàg. 197). i altres publicacions periòdiques. Va publicar amb Louis Agassiz Els principis de la zoologia (2a ed. 1851)". Va ensenyar botànica i zoologia a Harvard durant dos anys. Quan Charles Lyell va visitar els Estats Units per continuar les seves investigacions geològiques, immediatament va buscar l'ajut de Gould com a company de feina.
"Gould va editar Els mol·luscs terrestres que respiren aire dels Estats Units i dels territoris adjacents d'Amèrica del Nord - Volum 1 (1851–1855) d'Amos Binney (1803–1847). Va traduir el Genera of Shells de Lamarck (1833)".
"Els dos monuments més importants de la seva obra científica, però, són Mollusca i Shells (vol. Xii, 1852) de l'Expedició d'Exploració dels Estats Units, 1838-1842 dirigida pel tinent Charles Wilkes, publicat pel govern, i l'Informe sobre els invertebrats publicat per ordre de la legislatura de Massachusetts el 1841. Una segona edició d'aquesta última obra va ser autoritzada el 1865 i publicada el 1870 després de la mort de l'autor. El 1860, Gould també va informar sobre les petxines recollides per l'expedició d'exploració i topografia del Pacífic Nord."
"Gould era membre corresponent de totes les importants societats científiques americanes i de moltes de les d'Europa, inclosa la London Royal Society".
El seu lloc de descans és el cementiri de Mount Auburn.